# Perforatore
Il perforatore è una macchina utensile usata nella produzione dei francobolli per effettuare la dentellatura occorrente alla separazione dei singoli esemplari dal foglio su cui sono stampati.

## Storia dei perforatori

### Primi esperimenti
Con l'adozione dei francobolli come metodo per affrancare la posta in seguito alla riforma postale promossa dall'inglese Rowland Hill presto si riscontrò la difficoltà di una separazione agevole dei francobolli stessi. I primi francobolli erano normalmente stampati su fogli da cinquanta esemplari privi di dentellatura e gli impiegati addetti all'affrancatura dovevano separarli manualmente attraverso l'uso di forbici o taglierine. Al fine di agevolare tale separazione erano talvolta stampate delle linee apposite ma più spesso era lasciato un minimo margine bianco al fine di utilizzare in fase di stampa il minor quantitativo possibile di carta. I primi francobolli dentellati furono emessi il 28 gennaio 1854 dalla stessa Gran Bretagna ideatrice dei francobolli e grazie alle ricerche dell'irlandese Henry Archer che già nel 1847 aveva brevettato un perforatore detto “a rulletta” che in realtà non perforava ma incideva la carta tramite delle lame. Le ricerche di Archer, portarono a concludere che poteva ottenersi un risultato apprezzabile solo sottraendo carta al foglio; abbandonata la “rulletta” inventò un perforatore chiamato poi “lineare” e formato da punzoni circolari che battevano contro una lastra metallica. Tale perforatore era in grado di dentellare 240 francobolli alla volta. I primi perforatori lineari furono posizionate nel 1853 presso l'Ufficio del Bollo di Somerset House a Londra ed erano azionate a mano. Dentellavano 5 fogli alla volta utilizzando 16 punzoni ogni 2 cm del lato di un francobollo. Questo tipo di perforazione presentava però il difetto di separare i fogli ancora prima del loro utilizzo e fu solo nel 1854 che fu messo a punto un perforatore azionato a vapore con 14 punzoni ogni 2 cm del lato di un francobollo che garantiva una corretta perforazione.

### Il perforatore Susse
Mentre Archer vendeva i suoi brevetti alla Corona Britannica, in Francia nella Piazza della Borsa di Parigi la cartoleria “Susse” metteva a punto un sistema differente che consisteva in una placca metallica perforata con buchi disposti nella stessa forma di un francobollo e sulla quale agisce una tranciatrice a punzoni in numero uguale a quello dei buchi praticati nella placca. Questo metodo, brevettato l'8 gennaio del 1861, era del tutto differente da quello inglese e per distinguerlo si prese ad indicare il risultato finale: con il metodo di Archer era possibile ottenere la “dentellatura a pettine” mentre con il metodo Susse si otteneva la “dentellatura a blocco”.

### Il perforatore di Matraire
Il perforatore Susse fu sperimentato anche da Francesco Matraire, primo produttore dei francobolli del Regno d'Italia: un foglio dell'emissione da 20 centesimi di lira del 1861 dentellato da Susse fu rinvenuto nel suo archivio. Matraire per produrre i primi francobolli dentellati del Regno d'Italia preferì però costruire un perforatore molto simile a quello utilizzato da Archer e che dunque consentiva una perforazione a pettine utilizzata nel 1862 per dentellare la produzione effettuata da febbraio ad agosto. Tale perforazione caratterizza questa produzione di francobolli rendendoli riconoscibili da falsi o da analoghi prodotti in Inghilterra per conto dell'Amministrazione Postale del Regno d'Italia. Il perforatore di Matraire era in grado di effettuare 10 battute per foglio e di norma gli ultimi 5 esemplari risultavano non dentellati in basso.

### Il perforatore Staderini
Nel 1925 la ditta Staderini di Roma venne incaricata di produrre una serie di francobolli per commemorare l'Anno Santo. Al fine di dentellare i francobolli la ditta realizzò un perforatore speciale già menzionato dal filatelista Enzo Diena. Tale perforatore agiva in due tempi perforando prima il lato verticale e poi quello orizzontale. Per tale motivo succedeva che venisse saltata una battuta di perforazione realizzando francobolli con due lati contrapposti perforati e gli altri due no.

### praticamente
riesce a tagliare un pezzo di carta piegato 7 volte ma con molta difficoltà, riesce a tagliare facilmente una fascetta per cavi ma con tanta difficoltà due

## Nella filatelia
Le differenti perforazioni utilizzate sugli stessi esemplari durante le emissioni hanno generato delle varietà filateliche, con conseguenti possibili differenziazioni delle quotazioni tra esemplari con dentellature diverse. I francobolli vengono catalogati in base alla dentellatura come "blocco", "lineare" o "pettine", secondo le metodologie sopra elencate, ed un numero che è pari ai dentelli presenti in 2 centimetri di lato. La misurazione viene fatta agevolmente tramite uno strumento chiamato odontometro. Non necessariamente le dentellature devono essere uguali nelle due dimensioni, quindi si possono avere ad esempio esemplari con dentellatura lineare 14 x 13 1/2 (14 denti per 2 cm di lunghezza e 13 1/2 per 2 cm di altezza), o blocco 14 (14 denti per 2 cm in entrambe le dimensioni.